# Freddie Lindstrom
Frederick Charles Lindstrom (Chicago, Illinois, 21 de noviembre de 1905-Chicago, Illinois, 4 de octubre de 1981), más conocido como Freddie Lindstrom, fue un jugador profesional estadounidense de béisbol que se desempeñó en la posición de tercera base en las Grandes Ligas de Béisbol (MLB). Es miembro del Salón de la Fama del Béisbol.

## Carrera
Lindstrom jugó como profesional nueve temporadas en New York Giants (1924-1932), después pasó a Pittsburgh Pirates (1933-1934), luego a Chicago Cubs (1935), posteriormente a Brooklyn Dodgers, donde jugó una temporada (1936), y fue el equipo en el que se retiró.

## Reconocimiento
En 1976, ingresó como miembro al Salón de la Fama del Béisbol.